# 登特維爾 (密西西比州)
登特維爾（英語：Dentville）是位於美國密西西比州科派亞縣的非建制地區。

## 歷史
登特維爾的郵局於1887年設立，其後於1906年停運。

## 地理
登特維爾所處的海拔為高於海平面80米（即262英呎），而該地所採用的時區為UTC-6，即北美中部時區（CST）。同時該地設有夏令時間，為UTC-6調快一小時，即UTC-5（CDT）。